# 빈 모차르트하우스
빈 모차르트하우스(독일어: Mozartwohnung)는 오스트리아 빈 인네레슈타트에 있는 1784년부터 1787년까지 볼프강 아마데우스 모차르트가 살았던 집이다. 슈테판 대성당에서 멀지 않은 곳에 있으며, 모차르트의 유일한 빈 거주지다. 현재는 박물관으로 사용되고 있다.

## 역사
이 집은 돔가세 5에 있다. 17세기에 지어졌으며 원래는 2층이었지만 1716년에 재건축되었다. 모차르트는 1784년부터 이곳에서 방을 빌렸는데, 당시에는 1720년부터 이 집을 소유했던 가족의 이름을 따서 카메시나 하우스라고도 불렸습. 슐러스트라세(모차르트가 사용했던 곳)를 마주보고 있는 집의 원래 입구는 상점을 위한 공간을 만들기 위해 벽으로 막혔고, 오늘날에는 돔가세에 있는 뒤쪽에서 집으로 들어간다.
1941년 모차르트 사망 150주년을 맞아 그의 옛 방이 "제국 독일 모차르트 주간"의 일환으로 대중에게 공개되었다. 이는 그를 "전형적인 독일인" 작곡가로 기리기 위한 나치 행사였다. 1945년 이 전시회는 빈 박물관에서 운영을 맡았다.
2004년, 빈의 빈 홀딩 컴퍼니가 모차르트하우스의 전면 재건축하여 방문객을 위해 재설계했다. 이는 모차르트의 탄생 250주년인 2006년 모차르트의 해에 맞춰 완료되었다. 전면적인 개조 공사를 거쳐 전체 건물(확장된 지하실 포함)이 작곡가의 삶과 작품에 전념하는 센터가 되었으며, 모차르트가 살았던 방도 포함되었다.
오늘날 모차르트하우스는 역사적 전시물과 시청각 설치물과 함께 작곡가에 대한 정보를 제공하고 있으며, 지하에는 유럽 연합이 공동으로 자금을 지원한 이벤트 홀이 있다.